# Ciudad Obregón
Ciudad Obregón es una ciudad mexicana ubicada en el sur del estado de Sonora en la región del valle del Yaqui. Es la segunda ciudad más poblada de la entidad, y también cabecera del municipio de Cajeme. Según el Censo de Población y Vivienda realizado en 2020 por el Instituto Nacional de Estadística y Geografía (INEGI), la ciudad cuenta con un total de 329,404 habitantes.
Obregón, como se le nombra coloquialmente también, es un importante centro económico del norte del país, con actividades como la agricultura, la industria y el turismo. La ciudad fue nombrada en honor al expresidente mexicano Álvaro Obregón, originario de Huatabampo, Sonora, quien fue un importante participante de la Revolución Mexicana.
Se encuentra 253 km al sureste de Hermosillo, a 532 km al sur de la ciudad fronteriza de Heroica Nogales y a 131 km del puerto de Heroica Guaymas.

## Historia

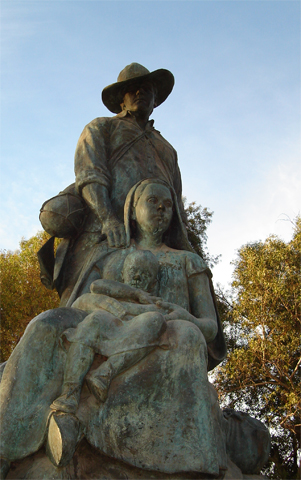
Monumento a los Pioneros

Los orígenes de esta ciudad datan del año 1906 cuando la vía ferroviaria de la compañía Ferrocarril Sud Pacífico llegó a esta zona del Valle del Yaqui; esta vía, posibilitó su incorporación con el valle del Mayo al mercado interno y externo, atrayendo una ola de inversionistas y colonos que hicieron surgir poblaciones. 
En 1907 se estableció una estación bandera para que la locomotora que cruzaba el estado se abasteciera de agua, a esta estación se le llamó Cajeme. Cajeme es el nombre de un líder yaqui (cuya población habita en esta zona) que luchó contra estos como parte del ejército porfiriano; y que después encabezaría la rebelión yaqui contra el mismo Porfirio Díaz. 
"La estación Cajeme estaba a cargo del estadounidense Bert Cameron, superintendente, y de Emilio Estrella, jefe de estación. Ellos y sus familias fueron los primeros pobladores. Poco después llegaron los vaqueros a cuidar los corrales del ganado que desde aquí era enviado a otras regiones. Enseguida vinieron vecinos de Esperanza, cerca de los campos cultivados en el Valle". Los yaquis ofrecieron resistencia ante la llegada de los primeros colonos a sus tierras. En 1927, el jefe de la estación del Ferrocarril Sud-Pacífico de México era Lauro Servín de la Mora.
El primer barrio fue llamado Plano Oriente. En 1923 se instala 'Cajeme Motors' propiedad del estadounidense James Huffaker, fue la primera agencia de automóviles; hecho que contribuyó notablemente en el desarrollo de Cajeme. Al concluir su periodo como presidente del país (1920-1924), el general Álvaro Obregón regresa a Sonora y lleva a cabo proyectos empresariales en Navojoa y Cajeme, creando en 1925, la sociedad 'Obregón y Cía.', que aportó más trabajo y desarrollo económico en la región.
El 29 de noviembre de 1927 fue declarada cabecera de municipio (hasta entonces había sido parte del de Cócorit) por el gobernador Fausto Topete, y en 1928 año en que se instala el primer ayuntamiento, se decreta el 28 de julio del mismo año el cambio de nombre por el de Ciudad Obregón en reconocimiento a Álvaro Obregón, mientras que el nombre del municipio se conservó. Ese mismo año se instaló la primera imprenta y fue donde se imprimió el primer semanario informativo llamado La Gaceta del Pacífico, propiedad del inmigrante lituano Leo Rosenfeld y su esposa Virginia Gámez.
Las primeras colonias fueron Plano Oriente, Ladrillera, Cumuripa, Hidalgo, Constitución, El Castillo, Quinta Díaz, Bella Vista y Colonia del Valle.
El arroz fue el cultivo más importante del Valle del Yaqui a principios del siglo XX; entre otros cultivos estaban también el trigo, frijol, garbanzo, diversas hortalizas y alfalfa. Con el transcurrir del siglo, el trigo se convirtió en el cultivo más importante. Debido a la vocación agrícola de Cajeme, la primera industria de gran importancia fueron los molinos arroceros.
En los años 50 el científico agrónomo Norman E. Borlaug (llamado el Padre de la Revolución Verde), colaboró con la creación del Centro de Investigaciones Agrícolas del Noroeste (CIANO) y en 1970 recibió el Premio Nobel de la Paz por su trabajo en la investigación agrícola en el valle desarrollando mejores variedades de trigo y maíz.
A finales del siglo XX desapareció el ferrocarril como medio de transporte para pasajeros y la estación quedó abandonada.
Para el desarrollo de las actividades productivas el comercio local ofrece todo lo necesario, desde refaccionarias, tiendas de implementos agrícolas, maquinaria para la agroindustria, equipos de seguridad y toda clase de insumos para la producción. Se cuenta con dos mercados de abastos.
Para la realización de las actividades económicas y servicio al público en general, Ciudad Obregón cuenta con oficinas de las principales instituciones financieras del país.

## Geografía

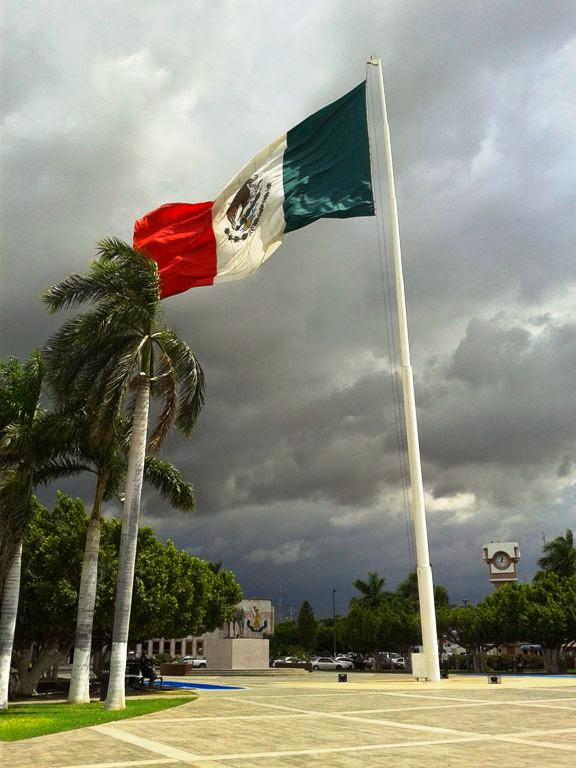
Tormenta aproximándose a la ciudad desde la Plaza Álvaro Obregón.

La ciudad se localiza en el paralelo 27°29′ latitud norte y el meridiano 109°59′ longitud oeste. Con una altitud sobre el nivel del mar de 40,8 m en el centro la ciudad. 
Está ubicada en el sur del Estado de Sonora, a 50 kilómetros de la costa del Mar de Cortés y a 100 kilómetros de la Sierra Madre Occidental, se encuentra además a 240 km de Hermosillo, la capital del Estado; y a 530 kilómetros de la frontera con Estados Unidos.

### Clima
En los meses de verano el clima es muy caluroso y húmedo, es normal que se presenten temperaturas mayores a 40 °C. Las altas temperaturas se presentan a finales de la primavera y se extienden hasta principios de otoño, esto es de los meses de mayo a octubre, siendo julio, agosto y septiembre los meses más calurosos en donde el termómetro ha llegado a rebasar los 45 °C, y debido a la alta humedad relativa del verano, la sensación térmica puede llegar a superar los 50 °C. La temperatura más alta registrada ha sido de 50 °C en la Estación Calle Doscientos, ubicada en el extremo oeste de la ciudad.
En los meses de invierno, las temperaturas máximas normales oscilan entre los 25.5 °C y 27 °C, esto es de los meses de diciembre a febrero, siendo enero el mes más frío. La temperatura más baja registrada en el invierno ha sido de -3 °C.
La precipitación media anual es de 284.6 milímetros. El 73% de la precipitación se presenta en los meses de junio a septiembre. La temporada de lluvias suele comenzar a finales de junio y concluir a mediados de septiembre, pero es común que en la segunda mitad del mes y en la primera mitad de octubre se presenten lluvias por la cercanía o impacto de ciclones o tormentas tropicales; es por eso que septiembre a veces suele ser el mes con más lluvia. 
En ocasiones suelen presentarse lluvias en invierno por la entrada de frentes fríos a la región.
A continuación, se muestra una tabla con las normales climatológicas de Ciudad Obregón, recogidas en la estación Calle Doscientos. Los datos climatológicos corresponden al periodo de 1951 al 2010 y fueron recopilados de la página del Servicio Meteorológico Nacional. 

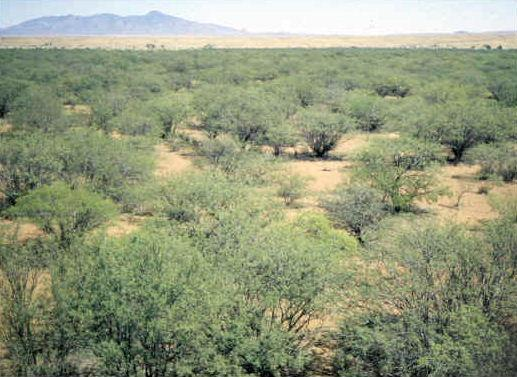
Flora de Ciudad Obregón

| Parámetros climáticos promedio de Ciudad Obregón, Sonora (Centro) (1981-2010), extremas (1961-presente) | Parámetros climáticos promedio de Ciudad Obregón, Sonora (Centro) (1981-2010), extremas (1961-presente) | Parámetros climáticos promedio de Ciudad Obregón, Sonora (Centro) (1981-2010), extremas (1961-presente) | Parámetros climáticos promedio de Ciudad Obregón, Sonora (Centro) (1981-2010), extremas (1961-presente) | Parámetros climáticos promedio de Ciudad Obregón, Sonora (Centro) (1981-2010), extremas (1961-presente) | Parámetros climáticos promedio de Ciudad Obregón, Sonora (Centro) (1981-2010), extremas (1961-presente) | Parámetros climáticos promedio de Ciudad Obregón, Sonora (Centro) (1981-2010), extremas (1961-presente) | Parámetros climáticos promedio de Ciudad Obregón, Sonora (Centro) (1981-2010), extremas (1961-presente) | Parámetros climáticos promedio de Ciudad Obregón, Sonora (Centro) (1981-2010), extremas (1961-presente) | Parámetros climáticos promedio de Ciudad Obregón, Sonora (Centro) (1981-2010), extremas (1961-presente) | Parámetros climáticos promedio de Ciudad Obregón, Sonora (Centro) (1981-2010), extremas (1961-presente) | Parámetros climáticos promedio de Ciudad Obregón, Sonora (Centro) (1981-2010), extremas (1961-presente) | Parámetros climáticos promedio de Ciudad Obregón, Sonora (Centro) (1981-2010), extremas (1961-presente) | Parámetros climáticos promedio de Ciudad Obregón, Sonora (Centro) (1981-2010), extremas (1961-presente) |
| Mes | Ene. | Feb. | Mar. | Abr. | May. | Jun. | Jul. | Ago. | Sep. | Oct. | Nov. | Dic. | Anual                                                                                                   |
| --- | --- | --- | --- | --- | --- | --- | --- | --- | --- | --- | --- | --- | --- |
| Temp. máx. abs. (°C)                                                                                    | 35.2 | 38.2 | 41 | 43.2 | 45 | 46.4 | 47.5 | 46.9 | 46.8 | 46.1 | 40.2 | 35.3 | 47.5 |
| Temp. máx. media (°C)                                                                                   | 25.5 | 26.9 | 28.9 | 32.7 | 36.2 | 38.3 | 38.5 | 38.4 | 38 | 35.6 | 30.4 | 25.5 | 32.9 |
| Temp. media (°C)                                                                                        | 17.6 | 18.7 | 20.4 | 23.6 | 27.2 | 30.8 | 32 | 31.8 | 31.2 | 27.6 | 22.1 | 17.7 | 25.1 |
| Temp. mín. media (°C)                                                                                   | 9.6 | 10.5 | 11.8 | 14.5 | 18.2 | 23.3 | 25.5 | 25.2 | 24.4 | 19.7 | 13.8 | 10 | 17.2 |
| Temp. mín. abs. (°C)                                                                                    | -2 | 0.5 | 4 | 6 | 10 | 12 | 16 | 15 | 15 | 9.5 | 4.5 | 2 | -2 |
| Precipitación total (mm)                                                                                | 25 | 12.8 | 4.6 | 3.1 | 0.2 | 8.9 | 78.5 | 94 | 95.3 | 24.4 | 12.3 | 25.4 | 384.5                                                                                                   |
| Días de precipitaciones (≥ 0.1 mm)                                                                      | 2.5 | 2 | 0.8 | 0.6 | 0.1 | 0.8 | 9.1 | 9.4 | 6 | 2.1 | 1.7 | 2.3 | 37.4 |
| Horas de sol                                                                                            | 237 | 237 | 279 | 298 | 325 | 320 | 275 | 272 | 266 | 276 | 241 | 217 | 3243 |
| Humedad relativa (%)                                                                                    | 70 | 71 | 69 | 63 | 62 | 66 | 73 | 75 | 73 | 67 | 66 | 71 | 69 |
| Fuente: Servicio Meteorológico Nacional y Weather Underground Actualizado el 11 de abril de 2017.       | | | | | | | | | | | | | |

### Flora
La flora de Ciudad Obregón es denominada como la zona de pie de monte dentro de las subdivisiones geográficas del desierto de Sonora (una zona de transición entre el desierto y la selva baja caducifolia). 
Las especies más abundantes son el palo verde, el mezquite, la pitahaya, la sina, el etcho y la choya. Sin embargo, la actividad agrícola sustituyó la vegetación original en muchas zonas urbanas con árboles proveedores de sombra y palmeras para dar una mayor estética al entorno, como el yucateco, benjamín, tabachín, palma abanico, palma real y laureles de la India. 
Hacia el sur y oeste de la ciudad, la actividad agrícola obligó la deforestación de grandes áreas.

## Demografía
De acuerdo a los datos del Censo de Población y Vivienda realizado en 2020 realizado por el Instituto Nacional de Estadística y Geografía (INEGI), la ciudad tiene un total de 329,404 habitantes, de los cuales 160,857 son hombres y 168,547 son mujeres. De 2010 a 2020 se tuvo un aumento de 30,779 habitantes. En 2020 había 125,084 viviendas, pero de estas 104,231 viviendas estaban habitadas, de las cuales 36,994 estaban bajo el cargo de una mujer. Del total de los habitantes, 1545 personas mayores de 3 años (0.47% del total) habla alguna lengua indígena; mientras que 3989 habitantes (1.21%) se consideran afromexicanos o afrodescendientes. Es la 2° ciudad más poblada del estado de Sonora, solo por debajo de la capital Hermosillo siendo también la 53° ciudad más poblada de México.
| Gráfica de evolución demográfica de Ciudad Obregón entre 1910 y 2020                              |
|                                                                                                   |
| Población de los censos del Instituto Nacional de Estadística y Geografía (INEGI) de 1900 a 2020. |

### Educación y salud
| Distribución de la población de 15 años y más según nivel de escolaridad (2010) | Distribución de la población de 15 años y más según nivel de escolaridad (2010) | Distribución de la población de 15 años y más según nivel de escolaridad (2010) | Distribución de la población de 15 años y más según nivel de escolaridad (2010) | Distribución de la población de 15 años y más según nivel de escolaridad (2010) |
| ------------------------------------------------------------------------------- | ------------------------------------------------------------------------------- | ------------------------------------------------------------------------------- | ------------------------------------------------------------------------------- | ------------------------------------------------------------------------------- |
| Nivel de escolaridad                                                            | Nivel de escolaridad                                                            |                                                                                 | Porcentaje                                                                      | Porcentaje                                                                      |
|                                                                                 |                                                                                 |                                                                                 |                                                                                 |                                                                                 |
| Sin instrucción                                                                 | Sin instrucción                                                                 |                                                                                 | 3,1 %                                                                           | 3,1 %                                                                           |
| Básica                                                                          | Básica                                                                          |                                                                                 | 48,4 %                                                                          | 48,4 %                                                                          |
| Técnica con primaria                                                            | Técnica con primaria                                                            |                                                                                 | 1,1 %                                                                           | 1,1 %                                                                           |
| Media superior                                                                  | Media superior                                                                  |                                                                                 | 24,7 %                                                                          | 24,7 %                                                                          |
| Superior                                                                        | Superior                                                                        |                                                                                 | 22,1 %                                                                          | 22,1 %                                                                          |
| No especificado                                                                 | No especificado                                                                 |                                                                                 | 0,6 %                                                                           | 0,6 %                                                                           |

Según el censo de población y vivienda 2010 del INEGI, en Cajeme la tasa de alfabetización de las personas de entre 15 y 24 años es de 98.5% y la de las personas de 25 años o más es de 96.1%.
La asistencia escolar para las personas de 3 a 5 años es del 44,4%; de 6 a 11 años es del 97%; de 12 a 14 años es del 95,1% y de 15 a 24 años es del 50,5%.

#### Instituciones de educación superior

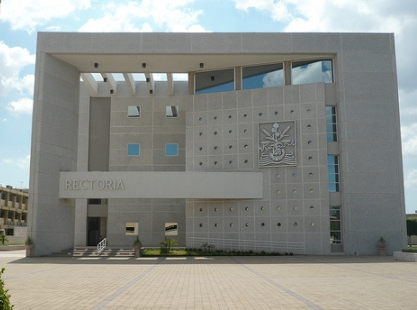
Rectoría ITSON

Ciudad Obregón cuenta con múltiples instituciones de educación superior, y cuenta con la concentración más importante de estas en el sur de Sonora. La institución más importante es el Instituto Tecnológico de Sonora (ITSON) que cuenta con una matrícula de aproximadamente diecisiete mil alumnos, veintitrés licenciaturas, y cuyo Campus principal se encuentra en la ciudad. Ciudad Obregón cuenta con los elementos necesarios para ofrecer a la población todos los niveles académicos. 

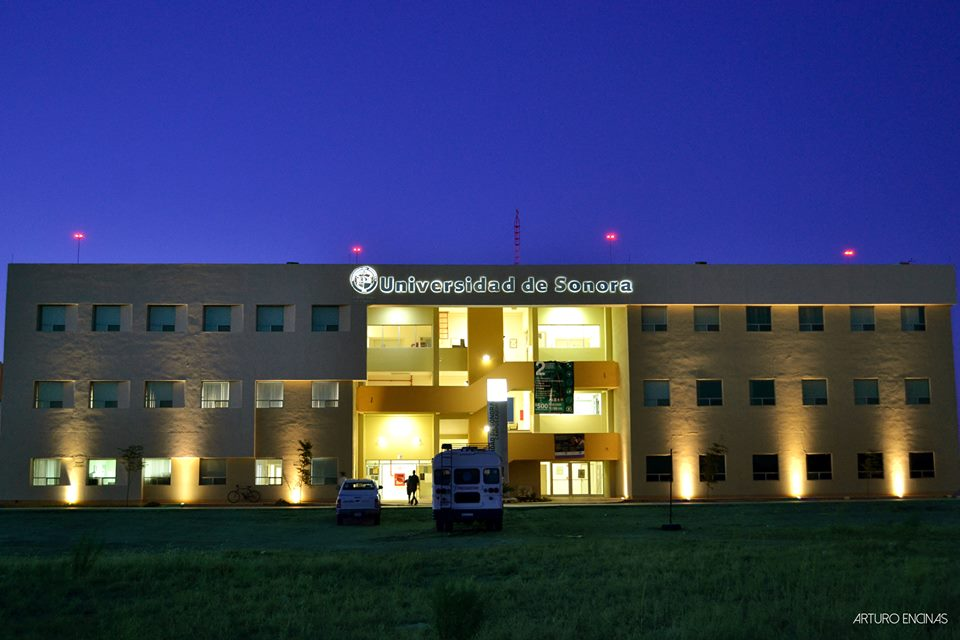
Universidad de Sonora Campus Cajeme, Departamento de Ciencias de la Salud.

En la ciudad también se encuentra un importante campus de la Universidad de Sonora, del Instituto Tecnológico y de Estudios Superiores de Monterrey (ITESM), la Universidad La Salle (ULSA), la Universidad del Valle de México (UVM), la Escuela Normal Estatal de Especialización (ENEE), el Instituto Tecnológico Superior de Cajeme (ITESCA), la Universidad Tecnológica del Sur de Sonora (UTS), entre otros.
De estas previamente mencionadas, destacan:
- La Universidad La Salle ubicada en Ciudad Obregón lleva 25 años funcionando. Es privada, con inspiración cristiana. Cuenta con 21 licenciaturas y 15 posgrados en este campus.[15]

- El Instituto Superior de Cajeme fue fundado en 1997. Es una universidad pública, descentralizada. Cuenta con nueve licenciaturas y 17 especialidades.[16]

- El Instituto Tecnológico de Monterrey cuenta con 20 licenciaturas y 20 maestrías.[17]

- La Universidad Tecmilenio lleva 15 años desde su fundación. Cuenta con 15 licenciaturas y siete maestrías.[18]

#### Servicios médicos
Ciudad Obregón destaca entre las ciudades de Sonora y del noroeste de México por sus avanzados servicios de salud, contando con modernos hospitales, clínicas públicas y privadas, y con servicios especializados. Por su importancia y equipamiento destaca el Centro Médico Nacional del Noroeste del Instituto Mexicano del Seguro Social (IMSS).
Ciudad Obregón además  de distinguirse por  ser la sede del IMSS en el noroeste, esta ciudad cuenta con grandes instituciones de medicina privada y prestigiados especialistas. La historia institucional de la medicina en Cajeme tiene su antecedente más brillante en la construcción del Hospital Municipal que desde 1942.
En Obregón el 77,3% de la población tiene acceso a algún tipo de derechohabiencia. De toda la población del municipio, 56,6% tiene acceso al IMSS, 10,6% al Seguro Popular, 9,1% al ISSSTE, y 3,1% cuenta con otro tipo de seguridad médica.
En total esta ciudad cuenta con 26 hospitales, privados y generales, entre los cuales los más reconocidos son:
- Clínica San José. Clínica de especialidades con más de 25 años de experiencia. Cuenta con las especialidades de: alergólogo, cirujano oncólogo, dentistas, genetistas, pediatras, proctólogos entre otros médicos, que hacen consultas, diagnósticos, operaciones, entre otras cosas.[20]

- Maternidad San Gerardo. Lleva 26 años desde su inauguración, es el único hospital de la región exclusivo para mujeres con las especialidades en ginecología y obstetricia.[21]

- Hospital del niño y la mujer. Cuenta con área de urgencias, pediatría, hospitalización, área quirúrgica, cirugía ambulatoria, neonatología, servicios generales y área administrativa, en una superficie total de 24 mil metros cuadrados.[22]

El 8 de marzo de 2018 se inauguró el primer banco de leche humana en sonora, gracias a la inversión de 9 millones 280 mil pesos por parte de la Comisión Federal de Electricidad y la asociación civil Grameen Noroeste.
Este es un centro especializado donde se promociona el apoyo a la recolección, almacenamiento y procesamiento de la lactancia, para su distribución certificada y monitoreada a recién nacidos.

## Gobierno y economía
En Ciudad Obregón yace la sede del gobierno municipal de Cajeme. El ejercicio gubernamental recae en el presidente Municipal y su gabinete, elegidos cada tres años.
De los veintiún distritos electorales estatales de Sonora, tres corresponden a la ciudad. El municipio de Cajeme cuenta con un distrito electoral federal propio, el VI Distrito Electoral Federal de Sonora de la Cámara de Diputados del Congreso de la Unión de México.
Las principales actividades económicas en la entidad son la industria maquiladora, la agricultura, la ganadería, la acuicultura y el comercio. Sin embargo, las tierras fértiles del municipio favorecen a la agricultura y a los servicios derivados de esta, como sus proveedores y su transporte. El desarrollo inmobiliario y de construcción también ha tenido un auge importante en la ciudad que por su fundación relativamente reciente, ha podido ser planeada con amplias avenidas y un desarrollo urbano moderno con respecto a otras ciudades sonorenses.
De acuerdo con el censo nacional elaborado por el INEGI, la población económicamente activa (PEA) en el año 2010 corresponde al 54,1% de los habitantes del municipio de los cuales el 95% tienen una ocupación.

## Cultura y turismo

### Recintos culturales
Algunos de los principales espacios culturales son:
- Biblioteca Pública "Jesús Corral Ruíz". Se inauguró el día 5 de mayo de 1973. Cuenta con salas de video e internet, salón de usos múltiples, entre otras salas, que permiten a los ciudadanos leer en un ambiente adecuado.[25]
- Casa de la Cultura. Se inauguró el día 17 de septiembre de 1956. Gracias a que cuenta con distintas aulas para las artes, un auditorio e incluso una galería de arte, hay un ambiente familiar que permite el desarrollo cultural y de talento en el municipio. Durante el transcurso del año se imparten distintos talleres, clases y campamentos para todas las edades.[26]
- Centro de Culturas Populares e Indígenas de Cajeme. Se inauguró el día 27 de noviembre de 1999. Su misión es difundir, proteger y conservar los valores culturales y tradiciones de las etnias de la zona. Se pueden agendar visitas individuales o en grupos para atender a los talleres que se ofrecen, algunos de estos son: de cerámica, bordado, lengua yaqui, entre otros. Además de los talleres, también cuentan con muestras gastronómicas, exposiciones de arte y artesanías indígenas, así como demostraciones de libros.[27]

- Catedral del Sagrado Corazón de Jesús. Reconocida por su vista por el exterior, el cual cuenta con piezas de mármol con incrustaciones de oro y bronce. Inició su construcción en 1977.[28]

- Museo de los Yaquis. Fue construida en 1890 como una casa de huéspedes. En 2008 abrió sus puertas como museo, contando con once salas en las que se puede apreciar y aprender sobre las tradiciones, historia, dialectos, costumbres y más de la tribu yaqui. El costo de entrada para alumnos es de 10 pesos y para niños 5 pesos.[29]

- Museo Sonora en la Revolución. Abrió sus puertas al público el 29 de octubre de 2009. Invita al público a conocer la historia de una manera interactiva. Se exhiben piezas de gran valor histórico que estuvieron en manos de los familiares del general Álvaro Obregón. Entre estos se encuentran fotos, videos, documentos originales, radionovelas e incluso diferentes juegos para el aprendizaje de los niños. El costo de la entrada para niños y estudiantes es de 10 pesos, y para público general de 20 pesos. También cuenta con dos áreas en las que artistas locales, estatales y nacionales exponen sus obras de manera temporal.[30]

- Galería de Arte ITSON “Héctor Martínez Arteche”. Esta fue inaugurada el 28 de junio de 1994.[31] Tiene una agenda de exposiciones de artistas locales, regionales, nacionales e incluso internacionales, con distintas temáticas y géneros. Su misión es fortalecer e impulsar las artes y hacer un acercamiento hacia los ciudadanos con la cultura.

### Festivales y programas culturales
Festival de Arte y Cultura Tetabiakte
Este festival de arte y cultura se realiza en el mes de noviembre para celebrar el aniversario de la fundación del municipio de Cajeme con el apoyo del Instituto de Cultura Municipal y el Consejo Nacional para la Cultura y las Artes (CONACULTA). En este festival se ofrece música, pintura, cine, poesía, presentaciones de libros y se muestra la cultura y tradiciones de la etnia Yaqui.
Festival de las Artes ITSON
El Festival, promovido por el Instituto Tecnológico de Sonora a través de la Dirección de Extensión de la Cultura y los Servicios y se celebra anualmente en el mes de octubre. El Festival es miembro de la Red Nacional de Festivales del Consejo Nacional para la Cultura y las Artes (CONACULTA). El programa atiende a públicos de educación media superior, universitarios y de la comunidad en general, mediante un programa artístico representativo de nuestra diversidad cultural, con grupos de calidad nacional, con presentaciones en foros universitarios, espacios públicos y teatros, con acceso cercano a la comunidad y gratuito.
Ars Vocalis México
Ars Vocalis México es un festival y academia de talla internacional dedicado al arte vocal que en el año 2015 tiene como sede a Ciudad Obregón. Este festival, fundado por el tenor y promotor cultural Carlos Zapién, cuenta con un programa pedagógico gracias al cual jóvenes cantantes mexicanos, previamente seleccionados a través de un proceso de audición, tienen la oportunidad de participar en clases magistrales impartidas por reconocidas figuras en el mundo operístico de Europa y los Estados Unidos, además de poder trabajar con coaches provenientes de diversas casas de ópera e instituciones educativas. Los alumnos también tienen la oportunidad de trabajar el repertorio vocal alemán (Lied), la música antigua y barroca y la música mexicana. El público tiene la oportunidad de escuchar recitales y funciones operísticas sin costo alguno.
Feria Internacional del Libro IPN
Desde el año 2013, el Instituto Politécnico Nacional organiza la Feria Internacional del Libro que se lleva a cabo en el mes de septiembre. El programa ha contado con la participación de figuras renombradas en el ámbito literario, tales como Elena Poniatowska y el programa tiene la cooperación de varias instituciones gubernamentales y privadas.

### Gastronomía
La región cuenta con una gran variedad de platillos típicos, como lo son:
- Wakabaki

La etnia Yaqui, una de las más numerosas de México, en aprovechamiento de los elementos naturales, heredó el wakabaki, un caldo que constituye un platillo tradicional que se prepara en sus festividades más importantes. Sus ingredientes son: garbanzo, costilla de res, calabaza, papa, repollo, zanahoria y ejote. Su preparación comienza con el corte de la leña y el sacrificio de la res.
- Tortillas grandes de harina

Las tortillas de harina llegaron a Sonora traídas por los españoles, mismos que durante la dominación árabe aprendieron muchas formas de aprovechar el trigo, estas tortillas se conocen también como "sobaqueras" debido a la forma de elaboración.
- Cahuamanta

Plato típico hecho a partir de mantarraya y camarón, generalmente se prepara como caldo en el cual se agrega la carne de mantarraya, camarones y verduras. Se sirve el caldo en plato o se pueden preparar tacos de caguamanta, cuando se sirve el caldo solo se le llama "vichy", en algunos lugares ese mismo caldo con camarón es conocido como chucki. Su nombre deriva de la palabra caguama y mantarraya, originalmente este plato se preparaba de caguama pero a partir de la prohibición de la pesca de esta especie marina, se decidió sustituir la caguama por carne de mantarraya. Este platillo fue creado a finales del siglo XIX en Ciudad Obregón.
- Hot Dog estilo Cajeme

El hot dog o "dogo" estilo Cajeme es un platillo gourmet muy típico de la región, con más de 20 tipos de combinaciones locales como por ejemplo con fideos instantáneos y con salsa picante Huichol (que se utiliza para marinar pescados y mariscos). Es un platillo típico de Cajeme aunque originalmente el Hot-dog se introdujo a Sonora en Hermosillo (capital del estado) en el año 1947 por Don Cipriano P. Lucero y su esposa Luz Celia Aja en su negocio familiar: Café Kiki.
- Coyotas

Galletas tradicionales del estado de Sonora. Estas son elaboradas con harina de trigo y rellenas de piloncillo. Las coyotas son similares al alfajor argentino, solo que estas son más delgadas y de diámetro mayor. En Obregón podrá encontrar además de las tradicionales hechas con piloncillo; coyotas de cajeta, leche con nuez, guayaba, chocolate, bavaria, fresa, piña, chabacano, zarzamora, mango y manzana.
- Cecina

También conocida como carne seca, es un tipo de carne deshidratada que se realiza de corte vacuno y durante temporada de venado se puede realizar de este animal también.
- Bacanora

El Bacanora, al igual que el tequila de Jalisco, es una bebida espirituosa; se elabora en Sonora, México. Es un mezcal hecho 100% del jugo de la cabeza de maguey asado, fermentado y destilado. el "Bacanora" que dicen venir de otra parte de la sierra o de otra parte es llamada "Lechuguilla". Sin embargo el desarrollo del mercado formal del Bacanora se vio truncado en 1915, cuando se prohibió la manufactura y comercialización de esta bebida alcohólica. Fue hasta el decenio de 1990 cuando esta actividad dejó de ser perseguida y sancionada por la costumbre y se contempló su autorización en la Ley de alcoholes del estado de Sonora.
Esta bebida de agave de Sonora, está protegida por denominación de origen, publicada en el Diario Oficial de la Federación el 6 de noviembre de 2000. En esta publicación se señala de manera oficial, que el Estado de Sonora, es exclusivamente la entidad, que se reconoce como productora de esta bebida. El Agustifolia Haw es la única especie de maguey admitida por esta Ley para la producción de El Bacanora. El "Bacanora" que dicen venir de otra parte de la sierra o de otra parte es llamada "Lechuguilla". La superficie territorial de esta zona de denominación es de: 57,923.92 km² y está integrada por 35 municipios de la zona serrana de Sonora.

Algunos restaurantes reconocidos por ofrecer algunos de los platillos mencionados anteriormente, y característicos de la región son:
- Los Arbolitos de Cajeme. Se inauguró hace 25 años, y actualmente cuenta con 13 sucursales en toda la república mexicana.
- Los Arcos. Ubicado dentro del hotel Valle Grande, cuenta con platillos típicos de la región, en específico cortes de carne al estilo Sonora. En su menú también incluye variedad de desayunos.
- El Bronco. Restaurante inaugurado en 1968, especializado en cortes de carne y recetas mexicanas. Cuenta con música en vivo y sus instalaciones tienen un estilo campestre.

### Sitios de interés
Ciudad Obregón cuenta con amplio servicio de hospedaje, la principal zona de hoteles se encuentra sobre la entrada norte de la Ciudad principalmente por la avenida Miguel Alemán. Hay diversidad de restaurantes con gran variedad y calidad de platillos, así como bares y centros nocturnos. Existen lugares para jugar golf, boliche, billar, carreras de caballos, jaripeos o motocross.
Laguna del Náinari
Es un lago artificial y un lugar de esparcimiento familiar donde pueden practicarse deportes, rodeado de árboles y vistas de bellos atardeceres. También hay venta de cocos que son una tradición consumir al visitar la laguna. Este lugar se encuentra al noroeste del Parque Infantil "Ostimuri" que es otro centro de entretenimiento familiar, en particular de los niños, aquí hay juegos mecánicos, zoológico, refresquerías y puestos de comida. Actualmente se encuentra en distintas etapas de remodelación tanto el vaso de la laguna como sus alrededores, se ha construido un segundo andador, en construcción un parque lineal, una tirolesa, un muelle flotante para pesca deportiva, fuentes danzantes y pantalla gigante de agua, cuenta con géiseres de 30 y 50 metros de altura, que oxigenan el agua y además son iluminados de noche brindando un espectáculo colorido al lago de aproximadamente dos km de diámetro, sin duda al visitar Ciudad Obregón la Laguna del Náinari conocida como la novia de Cajeme, es un lugar recreativo-deportivo obligado y por excelencia.
Su construcción fue decidida en 1956, por el Cabildo presidido por el priista René Gándara Romo.

Presa Oviáchic

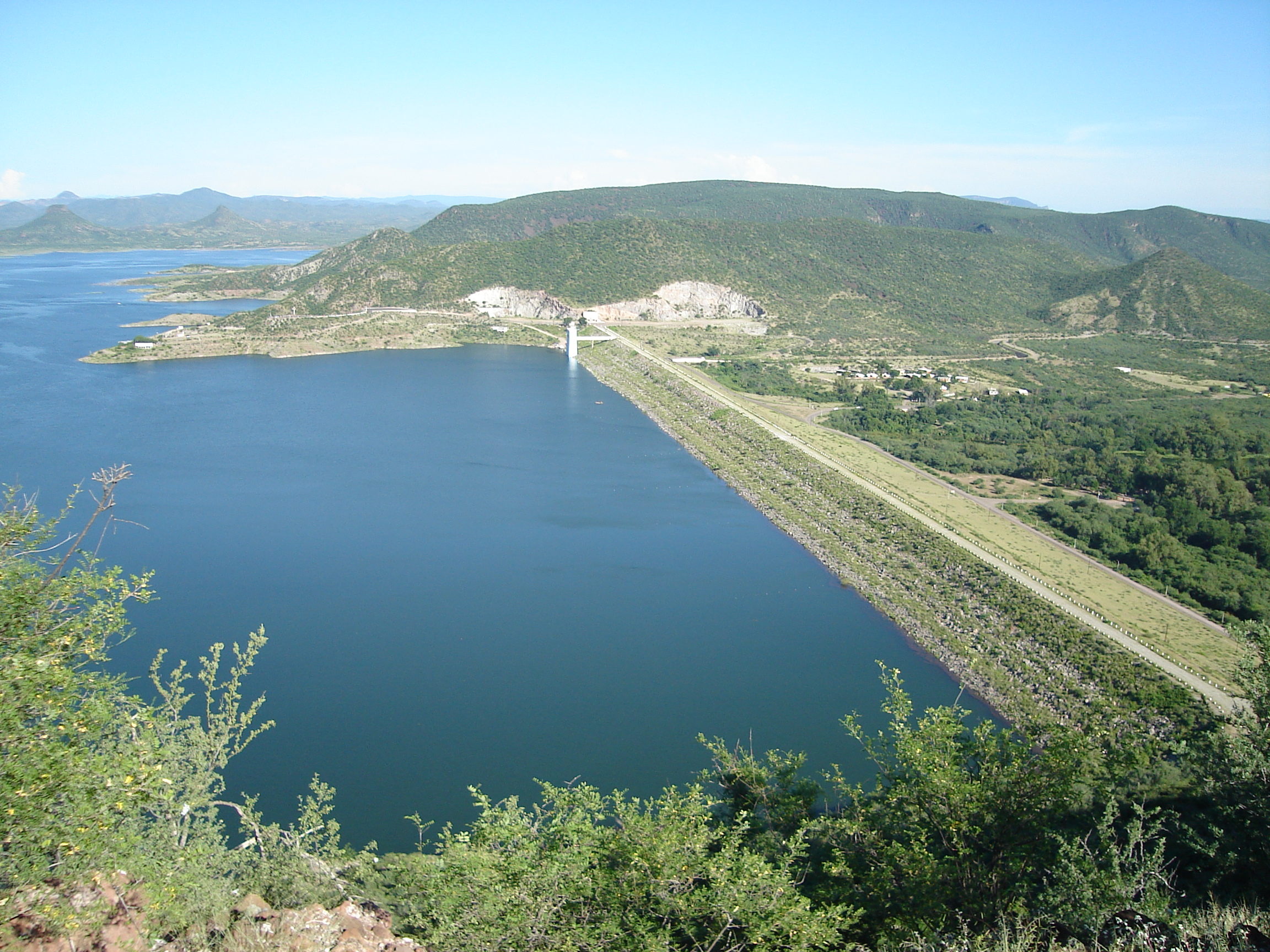
Presa Álvaro Obregón (Oviáchic)

Cercana a la ciudad por una carretera a la salida norte se llega a la Presa Álvaro Obregón (Oviáchic) que está a 24 kilómetros de la ciudad, en este lugar se suele practicar la pesca y tiene un mirador con una vista amplia del vaso de la presa y el valle del Río Yaqui; en el camino a la misma hay lugares de esparcimiento familiar como parques acuáticos, balnearios y arroyos. También cerca de la presa, está el Dique 10, una represa en donde se pueden disfrutar de deportes acuáticos, ciclismo de montaña y deportes extremos.
Mar de Cortés 
Ciudad Obregón se encuentra cercano al Mar de Cortés, el lugar más frecuentado para disfrutarlo se encuentra a 45 kilómetros al sur de Ciudad Obregón, se trata de la isla Huivulai, una isla de arena y se encuentra a 5 kilómetros de la costa. En este lugar habitan gran cantidad de especies de aves, entre las que destacan gaviotas, albatros y pelícanos. Uno de los mayores atractivos de esta isla son sus densas dunas de fina arena. Se suele practicar la pesca aquí.
Expo Obregón
La Expo Obregón se desarrolla tradicionalmente en el mes de mayo en un ambiente familiar. La ciudad también es sede anexa del "Festival Dr. Alfonso Ortiz Tirado" de Álamos.En la expo se prsentan grupos, cantantes, artistas etc.

Tirolesa

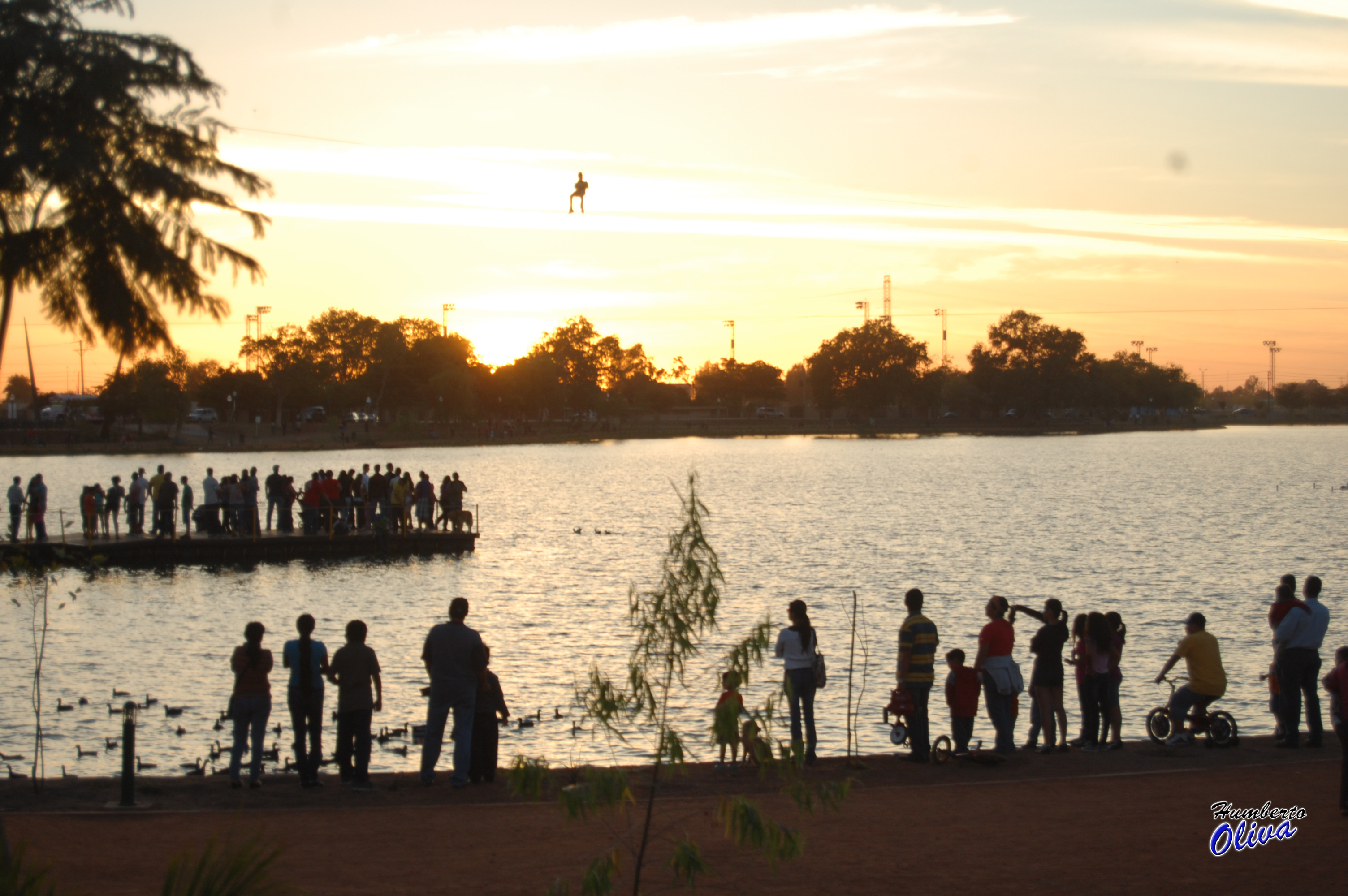
La tirolesa en la laguna del Náinari.

La "Tirolesa" es un atractivo turístico abierto al público desde el 4 de abril de 2012. Se trata de una cuerda que atraviesa la Laguna del Náinari a través de la cual se deslizan las personas con una polea que empieza desde el parque infantil Ostimuri hasta la Laguna del Náinari.

#### Eco Camp Inn
Cuenta con áreas para camping o renta de cabañas. Hay varias actividades que se pueden realizar, tales como tirolesas, excursiones, fogatas, paseos en caballos o burros, ciclismo de montaña, entre otras. 

#### Balneario el coyote
Paseo turístico que cuenta con albercas, chapoteaderos, toboganes y río lento. Cuenta con áreas verdes, asaderos, área para acampar e incluso cafetería. 

#### Parque Ostimuri
Inaugurado el 9 de diciembre de 1970, situado en la parte sur de la Laguna del Náinari. Es un parque de diversiones que cuenta con juegos mecánicos, sus atracciones más famosas son un tren que recorre todo el parque y el zoológico en el que se encuentran distintos animales de la zona. 

#### Planetario de Cajeme “Antonio Sánchez Ibarra”
Planetario con el propósito de divulgar la astronomía hacia todas las edades. Cuenta con una sala de proyección, así como una sala de imágenes relacionadas con la astronomía y varios descubrimientos sobre esta. Está ubicado dentro del parque Ostimuri.

#### Plaza del Sol
Centro comercial ubicado en la entrada norte de Ciudad Obregón. Es una plaza cerrada, cuenta con aire acondicionado y entre los negocios que se encuentran en ella, hay boutiques de ropa, un casino, zona de comida e incluso un café Starbucks. 

#### Plaza Tutuli
Centro comercial más grande y antiguo de Ciudad Obregón. Su nombre deriva del idioma yaqui y significa “la más bella”. En esta plaza se encuentra Liverpool, la cual es una tienda departamental de alta calidad. También cuenta con una Soriana, numerosas boutiques y una sección de comida.

#### Plaza Goya
Plaza al aire libre inaugurada en el año 2004. Cuenta con un total de 18 locales y su estacionamiento tiene una capacidad de 580 vehículos. Algunos de los locales más conocidos son: Chiltepino’s Wings, Casino Yak, Dairy Queen, Burger King Office Depot entre otros. 

#### Plaza Álvaro Obregón
Este es un espacio público abierto con áreas verdes, bancas y puestos en los que se venden refrescos y comida. Escuelas y organizaciones utilizan este espacio para hacer presentaciones, desfiles e incluso celebraciones durante el transcurso del año. 

#### Plaza Benito Juárez
Originalmente conocida como “Parque de Olvera” hasta 1992. Al igual que la plaza anterior, cuenta con una gran cantidad de árboles. Los residentes suelen visitarla con familia, y los días en los que se ven más personas son los domingos.  

#### Parque de Los Pioneros
Reconocido por las personas locales debido a la seguridad que hay en él, gracias a que la policía lo monitorea constantemente, proporcionando así un entorno seguro. Cuenta también, con una zona de juegos infantiles. 

#### Plaza Sendero
Es una plaza techada (aparte de la Plaza Tutuli) con comercios como Casa Ley, Coppel, Carl's Jr., etcétera.

## Deportes
Ciudad Obregón cuenta con múltiples obras de infraestructura dedicadas al deporte, entre los que destacan: el Gimnasio Municipal "Manuel Lira García", con una capacidad de 3000 espectadores. La Arena ITSON, con capacidad para 7,500 personas y el Nuevo Estadio Yaquis con capacidad para 16,500 personas. Así como pequeños estadios de básquetbol y béisbol dispersos en toda la ciudad, siendo estos dos deportes los más populares de la entidad.
Ciudad Obregón cuenta con los siguientes equipos deportivos:
- Yaquis de Ciudad Obregón: Equipo de béisbol de la Liga Mexicana del Pacífico.
- Halcones de Ciudad Obregón: Equipo de básquetbol del CIBACOPA.
- OBSON Dynamo F.C.: Equipo de fútbol de la Tercera División de México.

El fútbol también tiene aceptación, el estadio "Manuel 'Piri' Sagasta", es el recinto más importante para su práctica con una capacidad aproximada de 4000 espectadores, aunque el deporte no es tan popular en la ciudad, se mantiene como una práctica recreativa por la facilidad del desarrollo del juego. Junto al estadio de fútbol se encuentra el deportivo "Náinari 2000", un área para la práctica de diferentes deportes.
La disciplina marcial más popular en Ciudad Obregón es el TaeKwonDo que es practicado por muchos jóvenes en el municipio de Cajeme, que cuenta con múltiples medallistas en competencias oficiales, a nivel nacional e internacional. Los Potros del ITSON han obtenido 3 campeonatos nacionales universitarios en México.

## Comunicaciones y transportes
La ciudad cuenta con calles amplias que facilitan el tránsito vehicular y localización de direcciones debido a su trazado simétrico a manera de cuadrícula. 
La carretera federal N.º 15 la enlaza hacia el norte con Guaymas (principal puerto de Sonora), Hermosillo (capital del Estado) y Nogales (la frontera más importante de Sonora con Estados Unidos). Hacia el sur por esta misma carretera se llega a Navojoa, el Estado de Sinaloa, comunicándose así con los estados sureños del país.
La comunicación con el valle agrícola se realiza a través de una red carretera que permite un rápido traslado de personas y mercancías. Además cuenta con servicios de telefonía local, de larga distancia y celular, circuitos digitales para enlaces privados, nacionales e internacionales, telégrafo, correo, proveedores de Internet, televisoras locales, servicio de televisión por cable y satelital, así como estaciones radiodifusoras. También circulan dos periódicos locales y otros estatales y nacionales.
El Aeropuerto Internacional de Ciudad Obregón, ofrece vuelos hacia Guadalajara, Los Mochis, Ciudad de México, Ciudad Juárez, Chihuahua, Durango, La Paz, Loreto, Los Cabos, Monterrey, Tijuana, Los Ángeles, Las Vegas, Tucson, Phoenix, Denver y León/El Bajío.

### Televisión
Canales de televisión digital abierta que se ven en Ciudad Obregón.
- 1.1 (33) 'XHCSO-TDT' 'Azteca Uno' (TV Azteca)
- 1.2 (33) 'XHCSO-TDT' 'ADN 40' (TV Azteca)
- 2.1 (25) 'XHBS-TDT' 'Las Estrellas' (Televisa)
- 3.1 (24) 'XHCTOB-TDT' 'Imagen Televisión' (Grupo Imagen)
- 3.4 (24) 'XHCTOB-TDT' 'Excelsior TV' (Grupo Imagen)
- 5.1 (36) 'XHCDO-TDT' 'Canal 5*' (Televisa)
- 7.1 (35) 'XHBK-TDT' 'Azteca 7' (TV Azteca)
- 7.2 (35) 'XHBK-TDT' 'A +' (TV Azteca)
- 9.1 (36) 'XHCDO-TDT' 'Canal 9*' (Televisa)
- 10.1 (32) 'XHI-TDT' 'TVP Obregón' (TeleVisora del Pacífico)
- 11.1 (31) 'XHSPROS-TDT' 'once' (Sistema Público de Radiodifusión del Estado Mexicano)
- 14.1 (31) 'XHSPROS-TDT' 'Canal Catorce' (Sistema Público de Radiodifusión del Estado Mexicano)
- 14.2 (31) 'XHSPROS-TDT' 'ingenio' (Sistema Público de Radiodifusión del Estado Mexicano)
- 15.1 (43) 'XHCOJ-TDT' 'Telemax' (Televisora de Hermosillo)
- 20.1 (31) 'XHSPROS-TDT' 'TV UNAM' (Sistema Público de Radiodifusión del Estado Mexicano)
- 22.1 (31) 'XHSPROS-TDT' 'Canal 22 (México)' (Sistema Público de Radiodifusión del Estado Mexicano)
- 45.1 (31) 'XHSPROS-TDT' 'Canal del Congreso (México)' (Sistema Público de Radiodifusión del Estado Mexicano)

## Galería
|                       |
| El Palacio Municipal. |

|                       |
| Plaza Álvaro Obregón. |

|                       |
| Plaza Álvaro Obregón. |

|                                 |
| Patos en la Laguna del Náinari. |

|           |
| Dique 10. |